# Wereldkampioenschappen schoonspringen 1991
De wereldkampioenschappen schoonspringen 1991 vonden plaats van 7 tot en met 13 januari 1991 in Perth, Australië. Het schoonspringen was een van de vijf sporten die deel uitmaakten van de Wereldkampioenschappen zwemsporten 1991. De andere sporten waren zwemmen, openwaterzwemmen, synchroonzwemmen en waterpolo. 

## Mannen
| Discipline:       | Goud:                          | Score  | Zilver:                     | Score  | Brons:                         | Score  |
| Mannen 1 m plank  | Edwin Jongejans Nederland      | 588,51 | Mark Lenzi Verenigde Staten | 578,22 | Wang Yijie China               | 577,66 |
| Mannen 3 m plank  | Kent Ferguson Verenigde Staten | 650,25 | Tan Liangde China           | 643,95 | Albin Killat Duitsland         | 619,77 |
| Mannen 10 m toren | Sun Shuwei China               | 626,79 | Kiong Ni China              | 603,81 | Georgiy Chogovadze Sovjet-Unie | 580,68 |

## Vrouwen
| Discipline:        | Goud:            | Score  | Zilver:                       | Score  | Brons:                               | Score  |
| Vrouwen 1 m plank  | Gao Min China    | 478,26 | Wendy Lucero Verenigde Staten | 467,82 | Heidemarie Bártová Tsjecho-Slowakije | 449,76 |
| Vrouwen 3 m plank  | Gao Min China    | 539,01 | Irina Lasjko Sovjet-Unie      | 524,70 | Brita Baldus Duitsland               | 503,73 |
| Vrouwen 10 m toren | Fu Mingxia China | 426,51 | Yelena Miroshina Sovjet-Unie  | 402,87 | Wendy Williams Verenigde Staten      | 400,23 |

## Medaillespiegel
| Plaats | Land              | Goud | Zilver | Brons | Totaal |
| 1      | China             | 4    | 2      | 1     | 7      |
| 2      | Verenigde Staten  | 1    | 2      | 1     | 4      |
| 3      | Nederland         | 1    | 0      | 0     | 1      |
| 4      | Sovjet-Unie       | 0    | 2      | 1     | 3      |
| 5      | Duitsland         | 0    | 0      | 2     | 2      |
| 6      | Tsjecho-Slowakije | 0    | 0      | 1     | 1      |
| Totaal | Totaal            | 6    | 6      | 6     | 18     |

Zwemmen · Openwaterzwemmen · Schoonspringen · Synchroonzwemmen · Waterpolo
Belgrado 1973 · 
Cali 1975 · 
West-Berlijn 1978 · 
Guayaquil 1982 · 
Madrid 1986 · 
Perth 1991 · 
Rome 1994 · 
Perth 1998 · 
Fukuoka 2001 · 
Barcelona 2003 · 
Montréal 2005 · 
Melbourne 2007 · 
Rome 2009 · 
Shanghai 2011 · 
Barcelona 2013 · 
Kazan 2015 · 
Boedapest 2017 · 
Gwangju 2019 · 
Boedapest 2022 · 
Fukuoka 2023 · 
Doha 2024